# خاک خوب
خاک خوب (به انگلیسی: The Good Earth) رمانی است که توسط پرل باک، نویسندهٔ اهل ایالات متحده آمریکا نوشته شده و در ۲ مارس ۱۹۳۱ در نیویورک منتشر شده‌است. این کتاب برندهٔ جایزه پولیتزر برای داستان و از آثار مشهور ادبیات انگلیسی زبان است.

## خلاصه داستان
خاک خوب کتاب نخست از رمانی سه‌گانه، نوشته پرل باک (۱۸۹۲–۱۹۷۳)، بانوی نویسنده آمریکایی و برنده جایزه نوبل، در ۱۹۳۰ انتشار یافت و به دنبال آن، پسران(۱۹۳۲) و خانواده پراکنده(۱۹۳۵) منتشر شد.
این نویسنده، که در سه سالگی به چین برده شد و قسمتی از زندگی‌اش را در آنجا گذراند، در خاک خوب، زندگی وانگ لونگ، دهقان فقیر شهرستان آن هوئی، را که در کنار شانگهای واقع است روایت می‌کند. در این کتاب، عرف و عادات و باورهای دهقانان متوسط چینی را که با فقر و گرسنگی و جنگهای داخلی پیش از انقلاب درگیرند با دقتی واقع‌بینانه توصیف کرده‌است. اما، از ورای شخصیت وانگ لونگ، به ویژه روحیه چینی سر برمی‌آورد.
وانگ لونگ به زمین پای‌بند است، زیرا زمین «خون و گوشت هر کس است». او نیز، با استفاده از این ایام آشفته، خود مالکی بزرگ می‌شود. با این حال، خاک خوب تنها صعود یک دهقان نیست که در ایام کهولت به «گل گلابی» دلفریب دل می‌بازد و موجب ناخشنودی پسرانش می‌شود؛ بلکه این اثر، در عین حالی که رمان است، به ویژه نوشته مستند ارزشمندی است دربارهٔ دورانی که وانگ لونگ هنوز فقیر بود و فریاد برداشته بود: «دیگر چه! پس این وضع هرگز عوض نخواهد شد؟» و به او پاسخ داده بودند: «چرا، رفیق روزی عوض خواهد شد. وقتی که ثروتمندها زیادی ثروتمندند، امکاناتی وجود دارد؛ و وقتی که فقیرها زیادی فقیرند، امکاناتی وجود دارد.»
پسران (وانگ ارشد، وانگ دوم و وانگ سوم که پرقدرت است و ملقب به «ببر» و یکی از آخرین سرلشکران ماجراجوی رژیم قدیم خواهد شد)، پس از مرگ پدر، به تقسیم زمینها اقدام می‌کنند. اما ببر به زودی برادرانش را از سر باز خواهد کرد. زمین برایش چه اهمیتی دارد: او چیزی جز پول نمی‌خواهد تا ارتشی در حد جاه طلبیهایش ایجاد کند.
او که «سالار جنگ» شده‌است، پیروزیها را پشت سر می‌گذارد؛ و چون پسرش یوآن به دنیا بیاید، خوشبختی‌اش کامل خواهد شد. او آرزو دارد که از پسرش یک «سرلشکر کوچک» بسازد. اما پسر جوان، که بسیار هوشمند است و متنفر از کشتار، خود را به دست اندیشه‌هایی نو می‌سپارد. تضاد شدید میان کهنه پرستی ببر و تحول‌طلبی پسر بسیار محبوبش قدرتی دراماتیک به کتاب دوم می‌بخشد. یوآن سنتهای خانوادگی را می‌گسلد و از نفوذ وانگ سوم می‌گریزد. با این حال، چون مبارزی سمج نیست، عضویتش را در یک انجمن مخفی که در اندیشه دوران نو است مدت‌ها به تعویق می‌اندازد. سرانجام، به اصرار یکی از پسرعموهایش، تصمیم خود را عملی می‌کند به امید آنکه «رنجهای ملت فقیر» که او شاهد طغیانگر آن بوده‌است، پایان گیرد. یوآن، کمی پس از آنکه جانب انقلاب را می‌گیرد، دستگیر می‌شود و تنها در برابر باجی کلان، که بستگانش می‌پردازند، از مرگ نجات می‌یابد. همین که آزاد می‌شود، به خارج از کشور می‌رود تا آموزش خود را کامل کند و با تمدن غرب آشنا شود.
کتاب با تولد عشقی ساده میان یوآن و می‌لینگ، یک دانشجوی چینی، پایان می‌گیرد؛ و نهایتاً سالار پیر جنگ به دست دهقانان شورشی کشته می‌شود.